# All About You
Pour l’article homonyme, voir All About You (Jeremih).
Singles
All About You / You've Got a Friend est le cinquième single de McFly et leur premier single double face A.
All About You / You've Got a Friend a été le single officiel de Comic Relief pour 2005, et les bénéfices ont été reversés à l'organisation caritative. Il a également été utilisé pour promouvoir Make Poverty History. Le single s'est classé numéro un dans les charts britanniques et les charts irlandais.
Le single est certifié disque d'argent puis disque d'or après la vente de plus de 404 000 exemplaires dont plus de 388 000 en 2005.
Le 20 mars 2014, Comic Relief publie une reprise du titre interprété par The YouTube Boy Band sur le site web d'hébergement de vidéos Youtube. Intitulée It's all about you(tube), le clip vidéo a pour but d'inciter les téléspectateurs à donner à l'association Sportrelief.

## Titres
All About You est le troisième single des McFly classé numéro 1 dans le UK Singles Chart et leur cinquième succès en moins d'un an. Aussi, il s'agit du premier single extrait de leur deuxième album studio, Wonderland. Il a été au sommet du palmarès pour une semaine, avant d'être détrôné le single non officiel de comic relief Is This the Way to Amarillo (en), de Tony Christie et mimé par Peter Kay.
C'est le titre principal du CD et leur premier single accompagné par un orchestre (sous la direction de Simon Hale et du violoniste, Gavin Wright).
La deuxième piste est You've Got a Friend, écrite et enregistrée par Carole King.
Elle a été écrite par Tom Fletcher pour sa fiancée comme cadeau de Saint-Valentin.

## Liste des titres
CD Maxi
1. "All About You"
2. "You've Got a Friend"
3. "Room on the 3rd Floor"
4. "All About You" [Version Orchestrale]
5. "All About You" [Video]

- [Inclus Comic Relief insigne]

## Classements et certifications
En UK, All About You/You've Got a Friend est rentré numéro dans les charts des singles, il s'est vendu à 158 000 exemplaires, la seconde semaine, le single se classe à la deuxième position. Il est certifié par la suite disque d'or et est dans le top 10 des meilleures ventes de singles de 2005.
| Chart                      | Position       |
| -------------------------- | -------------- |
| UK Singles Chart           | 1              |
| Irish Singles Chart        | 1 (2 semaines) |
| UK Download Chart          | 1 (2 semaines) |
| Billboard European Hot 100 | 2              |

## Les vidéos
La vidéo de All About You a été tourné le 14 janvier 2005, le même jour que la séparation du groupe ami Busted. Dans la vidéo, Harry (le batteur) essaie d'entrer dans le studio où le reste de McFly est en cours d'enregistrement de la chanson, mais un agent de sécurité dehors porte un insigne disant "I'm a Busted Fan". La vidéo comporte un certain nombre de personnalités britanniques, y compris Fearne Cotton, Johnny Vegas (en), Davina McCall, Lee Hurst, Graham Norton, Dermot O'Leary, Simon Amstell et Harry Hill en tant qu'agent de sécurité.
You've Got a Friend a été tourné en Ouganda, le groupe a passé une semaine en janvier 2005 pour Comic Relief. La vidéo montre McFly avec les enfants de l'Ouganda, jouant avec eux, et leur apprenant à chanter. Vers la fin de la vidéo, les voix des McFly sont remplacées par un chœur d'enfants.
The YouTube Boy band naît le 14 décembre 2013 à la suite d'une vidéo publiée par le YouTuber anglais Marcus Butler intitulée The Youtube Boyband. Un mois après sa publication sur YouTube, la vidéo de The YouTube Boy Band It's all about you(tube) produite par Sportrelief comptabilise plus de 1 600 000 vues. Le clip met en scène cinq YouTubers anglais à succès : Marcus Butler, Alfie Deyes, Caspar Lee, Joe Sugg et Jim Chapman. Après avoir bénéficié de cours de chant et de danse, le groupe se met en scène dans une vidéo humoristique dans laquelle défilent divers plans comiques où les cinq interprètes semblent parodier les clips et reprendre les clichés habituellement associés aux boybands de renom.

## Sources
- (en) Cet article est partiellement ou en totalité issu de l’article de Wikipédia en anglais intitulé « All About You/You've Got a Friend » (voir la liste des auteurs).